# بخش بری
بخش بری (به سوئدی: Bergs kommun) یک ناحیه شهرداری در سوئد است که در شهرستان یمتلاند واقع شده‌است.

## نگارخانه

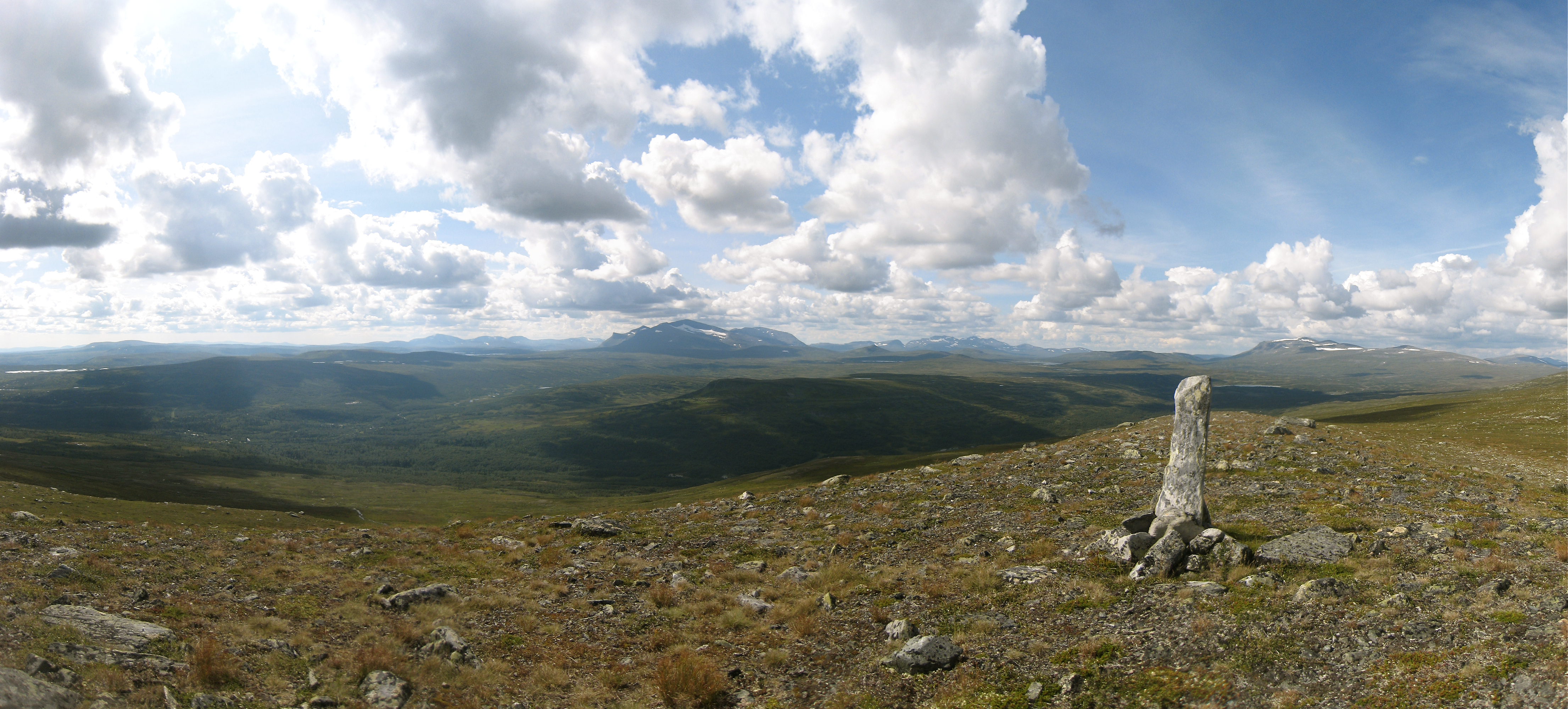
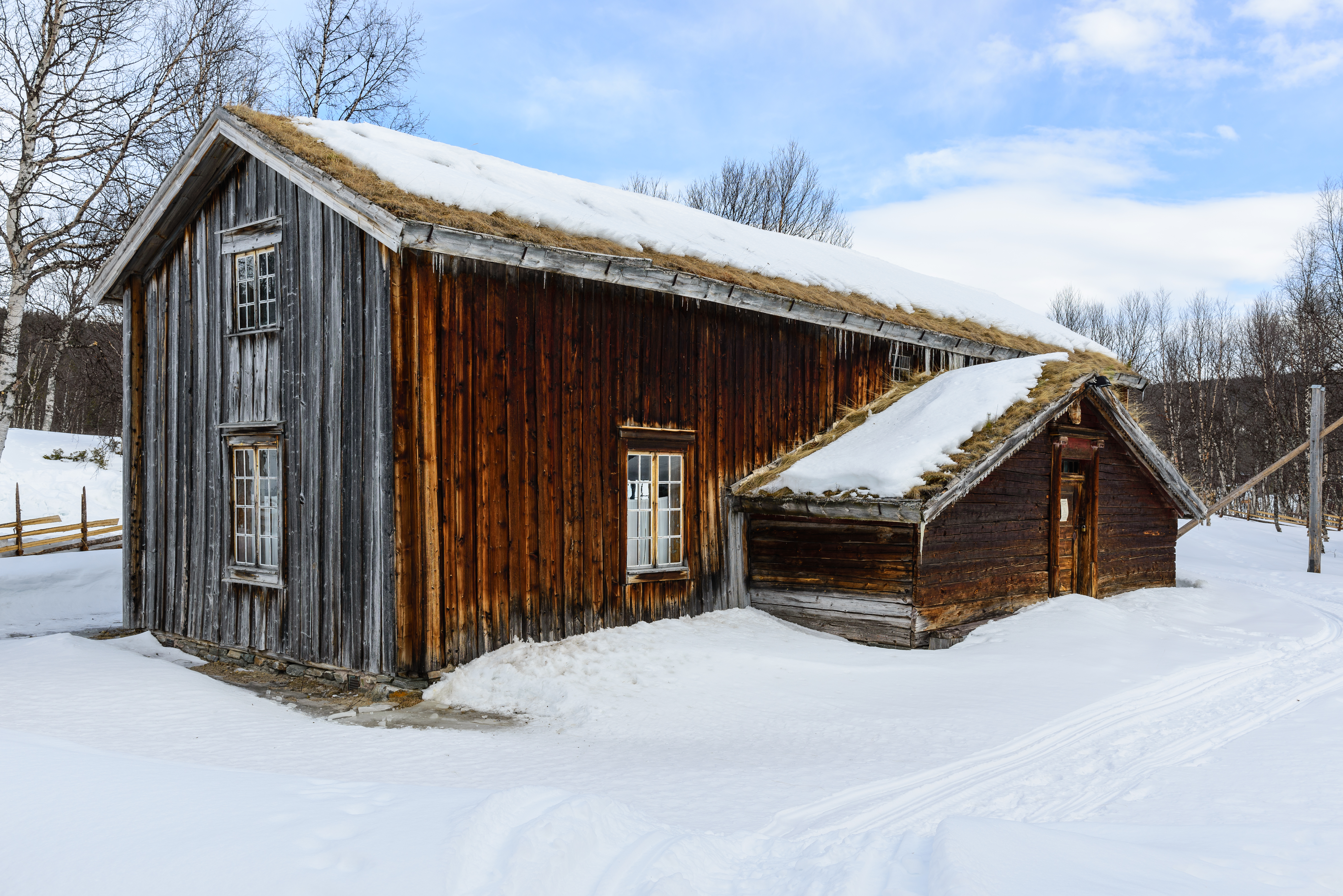
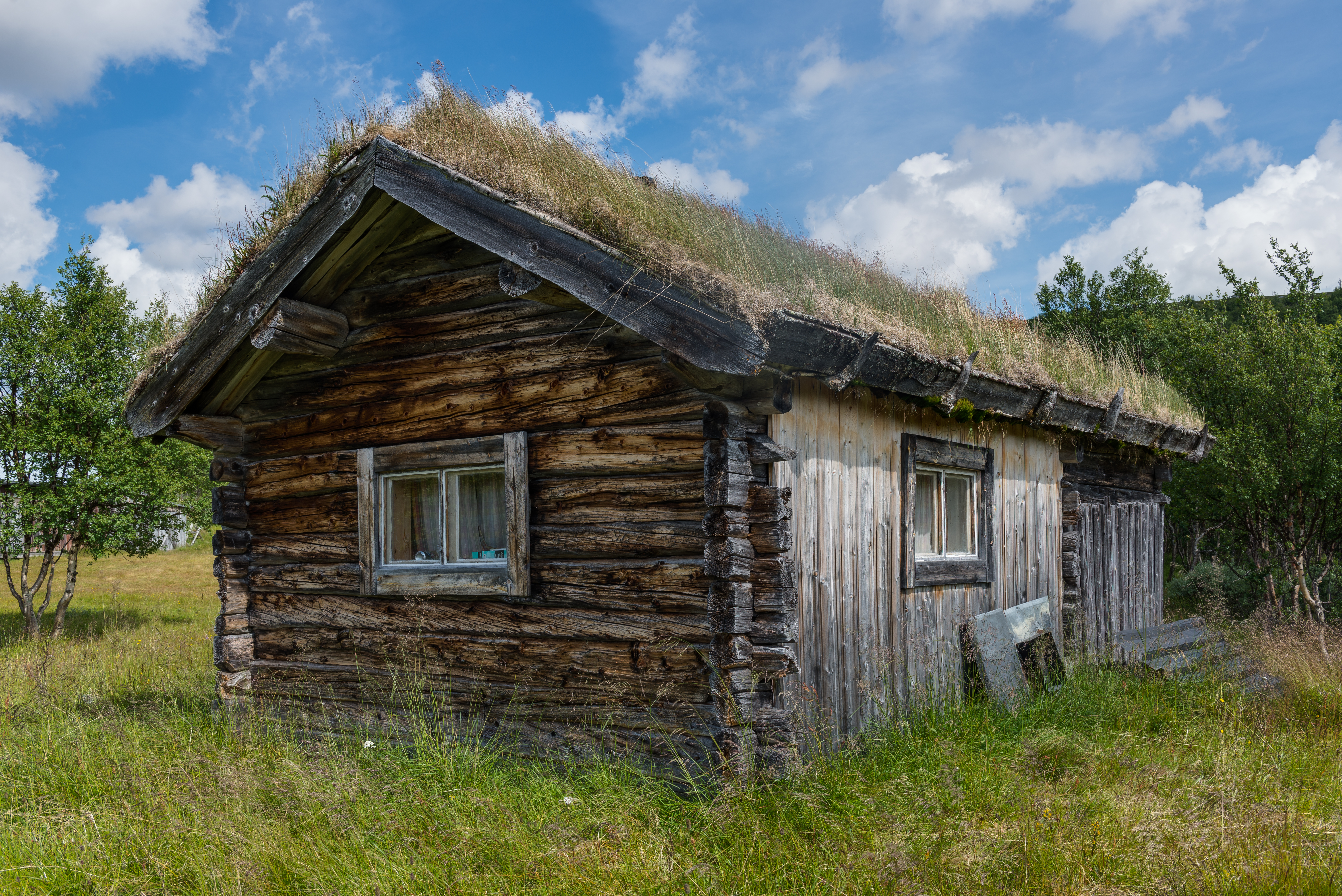

## خواهرخوانده
شهر برگ خواهرخواندهٔ بخش بری هست.